# Záhorovice
Záhorovice (en allemand : Sahorowitz) est une commune du district d'Uherské Hradiště, dans la région de Zlín, en Tchéquie. Sa population s'élevait à 104 habitants en 2020.

## Géographie
Záhorovice se trouve à 22 km à l'est-sud-est d'Uherské Hradiště, à 25 km au sud-ouest de Zlín, à 88 km à l'est-sud-est de Brno et à 269 km au sud-est de Prague.
La commune est limitée par Rudice au nord, par Bojkovice à l'est, par Komňa au sud, par Nezdenice et Šumice à l'ouest.

## Histoire
La première mention écrite du village date de 1373.